# Belgia na Zimowych Igrzyskach Olimpijskich 1924
Belgię na Zimowych Igrzyskach Olimpijskich 1924 reprezentowało 20 zawodników.

## Medale
| Medal | Zawodnik                                                                         | Dyscyplina | Konkurencja             |
| ----- | -------------------------------------------------------------------------------- | ---------- | ----------------------- |
| Brąz  | René Mortiaux Charles Mulder Paul Van den Broek Victor Verschueren Henri Willems | Bobsleje   | Czwórka/Piątka mężczyzn |

## Skład kadry

### Bobsleje
| Zawodnicy                                                                        | Konkurencja             | Czasy przejazdów | Czasy przejazdów | Czasy przejazdów | Czasy przejazdów | Suma    | Pozycja | Źródło |
| Zawodnicy                                                                        | Konkurencja             | 1                | 2                | 3                | 4                | Suma    | Pozycja | Źródło |
| -------------------------------------------------------------------------------- | ----------------------- | ---------------- | ---------------- | ---------------- | ---------------- | ------- | ------- | ------ |
| René Mortiaux Charles Mulder Paul Van den Broek Victor Verschueren Henri Willems | Czwórka/Piątka mężczyzn | 1:29.89          | 1:34.22          | 1:29.98          | 1:28.20          | 6:02.29 | brąz    | [ 1 ]  |

### Hokej na lodzie
| Zawodnik | Konkurencja     | Faza grupowa             | Faza grupowa           | Faza grupowa     | Faza grupowa | Runda finałowa   | Runda finałowa   | Runda finałowa   | Runda finałowa | Pozycja | Źródło |
| Zawodnik | Konkurencja     | Przeciwnik Wynik         | Przeciwnik Wynik       | Przeciwnik Wynik | Pozycja      | Przeciwnik Wynik | Przeciwnik Wynik | Przeciwnik Wynik | Pozycja        | Pozycja | Źródło |
| -------- | --------------- | ------------------------ | ---------------------- | ---------------- | ------------ | ---------------- | ---------------- | ---------------- | -------------- | ------- | ------ |
| Belgia   | Hokej na lodzie | Stany Zjednoczone P 0-19 | Wielka Brytania P 3-19 | Francja P 5-7    | 4.           | NQ               | NQ               | NQ               | NQ             | 7.- 8.  | [ 2 ]  |

#### Skład
- Paul Van den Broek
- Victor Verschueren
- Hector Chotteau
- Louis De Ridder
- François Franck
- Willy Kreitz
- Henri Louette
- André Poplimont
- Ferdinand Rudolph
- Carlos Van den Driessche
- Philippe Van Volckxsom
- Gaston Van Volxem

#### Wyniki[3]

##### Faza grupowa
| 28 stycznia 1924 | Belgia | 0:19 | Stany Zjednoczone |  |

| Godzina: 13:30 |  | (0:9, 0:6, 0:4) |  | Sędzia główny: M. Munro |

| 30 stycznia 1924 | Belgia | 3:19 | Wielka Brytania |  |

| Godzina: 10:45 |  | (1:8, 1:6, 1:5) |  | Sędzia główny: M. De Rauch |

| 31 stycznia 1924 | Belgia | 5:7 | Francja |  |

| Godzina: 10:45 |  | (3:3, 1:3, 1:1) |  | Sędzia główny: M.A La Croix |

| Drużyna           | M | Mecze | Mecze | Mecze | Bramki | Bramki | Bramki | Pkt |
| Drużyna           | M | W     | R     | P     | +      | –      | +/−    | Pkt |
| ----------------- | - | ----- | ----- | ----- | ------ | ------ | ------ | --- |
| Stany Zjednoczone | 3 | 3     | 0     | 0     | 52     | 0      | +52    | 6   |
| Wielka Brytania   | 3 | 2     | 0     | 1     | 34     | 16     | 18     | 4   |
| Francja           | 3 | 1     | 0     | 2     | 9      | 42     | –33    | 2   |
| Belgia            | 3 | 0     | 0     | 3     | 8      | 45     | –37    | 0   |

### Łyżwiarstwo szybkie
| Zawodnik               | Konkurencja      | Czas    | Pozycja | Źródło |
| ---------------------- | ---------------- | ------- | ------- | ------ |
| Louis De Ridder        | Wyścig na 500 m  | 52.8    | 19.     | [ 4 ]  |
| Gaston Van Hazebroeck  | Wyścig na 500 m  | 55.8    | 22.     | [ 4 ]  |
| Philippe Van Volckxsom | Wyścig na 500 m  | 56.4    | 23.     | [ 4 ]  |
| Marcel Moens           | Wyścig na 500 m  | 1:02.2  | 26.     | [ 4 ]  |
| Gaston Van Hazebroeck  | Wyścig na 1500 m | 2:54.8  | 17.     | [ 5 ]  |
| Louis De Ridder        | Wyścig na 1500 m | 3:01.8  | 19.     | [ 5 ]  |
| Philippe Van Volckxsom | Wyścig na 1500 m | 3:14.6  | 20.     | [ 5 ]  |
| Marcel Moens           | Wyścig na 1500 m | 3:16.8  | 21.     | [ 5 ]  |
| Gaston Van Hazebroeck  | Wyścig na 5000 m | 10:13.8 | 17.     | [ 6 ]  |
| Marcel Moens           | Wyścig na 5000 m | 11:30.4 | 21.     | [ 6 ]  |

#### Wieloboje
| Zawodnik               | Konkurencja            | 500 m  | 500 m    | 5000 m  | 5000 m | 1500 m | 1500 m | 10000 m | 10000 m | Suma punktów | Pozycja | Źródło      |
| Zawodnik               | Konkurencja            | Czas   | Punkty   | Czas    | Punkty | Czas   | Punkty | Czas    | Punkty  | Suma punktów | Pozycja | Źródło      |
| ---------------------- | ---------------------- | ------ | -------- | ------- | ------ | ------ | ------ | ------- | ------- | ------------ | ------- | ----------- |
| Louis De Ridder        | Wielobój indywidualnie | 52.8   | 14 pkt   | DNS     | DNS    | 3:01.8 | NN     | DNS     | DNS     | —            | —       | [ 7 ] [ 8 ] |
| Marcel Moens           | Wielobój indywidualnie | 1:02.2 | NN       | 11:30.4 | NN     | 3:16.8 | NN     | DNS     | DNS     | —            | —       | [ 7 ] [ 8 ] |
| Gaston Van Hazebroeck  | Wielobój indywidualnie | 55.8   | 17 pkt   | 10:13.8 | 7 pkt  | 2:54.8 | 9 pkt  | DNS     | DNS     | —            | —       | [ 7 ] [ 8 ] |
| Philippe Van Volckxsom | Wielobój indywidualnie | 56.4   | 18,5 pkt | DNS     | DNS    | 3:14.6 | NN     | DNS     | DNS     | —            | —       | [ 7 ] [ 8 ] |

### Łyżwiarstwo figurowe
| Zawodnik                          | Konkurencja | Pozycje przyznane przez sędziów   | Pozycja | Źródło |
| --------------------------------- | ----------- | --------------------------------- | ------- | ------ |
| Freddy Mésot                      | soliści     | 4 sędziów – 8. lub wyższa pozycja | 9.      | [ 9 ]  |
| Gérardine Herbos Georges Wagemans | pary        | 5 sędziów – 6. lub wyższa pozycja | 5.      | [ 10 ] |